# Спиральная динамика
Спиральная динамика — это модель эволюционного развития людей, организаций и общества. Теория была разработана Доном Беком и Крисом Кованом и базировалась на теории эмерджентных циклических уровней существования Клера Грейвза, меметике Ричарда Докинза, и далее развивалась Михаем Чиксентмихайем. Позднее появилась теория Интегральной спиральной динамики, которая была разработана Кеном Уилбером и Доном Беком.

## История
В 1952 году Клер Грейвз начал работать над теорией эмерджентных циклических уровней существования с целью объяснить, почему люди по-разному реагируют и обладают разной мотивацией. В 1966 году он публикует первую модель системы семи уровней мышления. В 1974 году он выпускает окончательную версию: система теперь состоит из 2 ступеней, при этом в первой ступени 6 уровней мышления, а во второй — 2. В своей теории он использовал 2 спирали: первая спираль — условия жизни, вторая спираль — пробуждающиеся возможности мышления. Условия жизни были придуманы под влиянием теории «иерархических потребностей» Маслоу.
В 1975 году Бек и Кован впервые встретились с Грейвзом и работали с ним до самой его смерти в 1986 году. Итогом их работы становится выпуск книги «Спиральная динамика: управляя ценностями, лидерством и изменениями» (1996). Теорию Грейвза они дополнили терминологией и придумали цветовую схему для уровней, сделав теорию привлекательнее.
Затем Кен Уилбер внедрил модель Спиральной динамики в свою интегральную теорию, расширив её применение и популяризовав в контексте развития сознания и культуры. В книге «A Theory of Everything» он описал, как модель Грейвза и Бека-Кована может служить инструментом для осознания этапов личностного и коллективного развития, подчёркивая необходимость гармоничной интеграции различных уровней сознания. 

## Теория
Согласно модели Спиральной динамики, развитие человека, общества или компании проходит поэтапно, и на каждом этапе люди придерживаются своей системы ценностей или 'мемов' — особых паттернов поведения, которые помогают им лучше адаптироваться к окружающей действительности. По мере того как старые способы перестают быть эффективными, возникает потребность в переходе на более высокий уровень развития .
| Цвет           | Коды Грейвза | Описание                           | Атрибуты |
| -------------- | ------------ | ---------------------------------- | --- |
| Первая ступень |              |                                    | |
| Бежевый        | A-N          | Выживание. Инстинктивный           | - Автоматичность, рефлексивность - Удовлетворение первостепенно - Движим инстинктами и генетикой - Слабое осознание себя как отдельного существа (не дифференцированное) - Минимальное воздействие на окружающую среду или контроль над ней |
| Фиолетовый     | B-O          | Родственные связи. Клановый        | - Подчинение желаниям мистических духовных существ - Демонстрация верности старейшинам, обычаю, клану - Охрана священных мест, предметов, ритуалов - Связь со всеми, чтобы обрести безопасность - Жизнь в заколдованной, волшебной деревне - Поиск гармонии с силами природы |
| Красный        | C-P          | Власть силы. Эгоцентричный         | - В мире властвующих и безвластных, хорошо быть у власти - Избегание стыда, защита репутации, быть уважаемым - Немедленное удовлетворение чувств и импульсов - Безжалостная борьба, чтобы преодолеть преграды - Не учитывать возможные последствия |
| Синий          | D-Q          | Сила правды. Целенаправленный      | - Поиск смысла и цели жизни - Жертва себя ради будущей награды - Наведение порядка - Контроль импульсивности и признание вины - Обеспечение соблюдения принципов праведной жизни - Божественный план распределяет людей по местам |
| Оранжевый      | E-R          | Соперничество. Многомерный         | - Стремление к автономии и независимости - Поиск хорошей жизни и материального изобилия - Процесс через поиск лучших решений - Повышение качества жизни благодаря науке и технологиям - Игра, чтобы выиграть и насладиться соперничеством - Обучение проверенными путями |
| Зеленый        | F-S          | Межличностные связи. Относительный | - Исследование себя и других внутренне - Развитие чувства общности и единства - Делитесь ресурсами обществами со всеми - Освобождение людей от жадности и догм - Принятие решений на основе консенсуса - Освежение духовности и несите гармонию в мир |
| Вторая ступень |              |                                    | |
| Желтый         | G-T          | Гибкий поток. Системный            | - Принятие неизбежности потоков и форм природы - Сосредоточение на функциональности, компетентности, гибкости и спонтанности - Поиск естественного сочетания противоречивых «истин» и «неопределенностей» - Обретение личной свободы без вреда для других или излишних личных интересов - Испытайте полноту жизни на Земле такого разнообразия во многих измерениях - Нужда в интегративных и открытых системах |
| Бирюзовый      | H-U          | Глобальное видение. Холистичный    | - Слияние и гармонизация сильного коллектива людей - Сосредоточение на благе всех живых существ как интегрированных систем - Расширенное использование инструментов и возможностей человеческого мозга/разума - Я — это часть большего, сознательного, духовного целого, которое также служит себе - Глобальные сети как рутина - Действия в духе минимализма, поэтому меньше на самом деле значит лучше        |

## Применение
Доктор Филипп Рыжук указывает, что спиральная динамика широко используется в бизнес-консалтинге, коучинге и организационном развитии. Понимание уровней развития помогает лидерам и менеджерам создавать эффективные команды, улучшать корпоративную культуру и адаптироваться к изменениям на рынке. Известен ряд успешных применений теории.

#### 1. Южноафриканский кейс: применение в политических изменениях
В 1980-е годы Дон Бек и его команда использовали модель Спиральной динамики для анализа общественного сознания и помощи в мирном переходе ЮАР от апартеида к демократии. Они сотрудничали с Нельсоном Манделой и его окружением, разрабатывая стратегии интеграции разных групп населения, находящихся на различных уровнях ценностного развития. Это позволило смягчить конфликт и избежать гражданской войны.

#### 2. Кейс компании Shell: трансформация корпоративной культуры
В 1990-е годы нефтегазовый гигант Shell использовал принципы Спиральной динамики для оптимизации корпоративной структуры. В рамках кризиса, связанного с падением цен на нефть и внутренними конфликтами, руководство компании провело диагностику уровней мышления своих сотрудников. Это позволило адаптировать систему управления и повысить гибкость организации .

#### 3. Google: применение для управления инновациями
Google известен своей организационной культурой, ориентированной на оранжевый (достижения) и зелёный (кооперация) уровни. Принципы, использованные в модели Спиральной динамики, позволили компании создать среду, способствующую креативности, гибкости и быстрому внедрению инноваций. Руководство Google активно внедряет элементы бирюзовых организаций (самоуправление, гибкость), что отражается в методах управления, таких как OKR (Objectives and Key Results) .

#### 4. Реформы образования в Финляндии: движение к бирюзовому уровню
В 2000-х годах Финляндия внедрила образовательные реформы, основанные на принципах гибкости, индивидуального подхода и сотрудничества, что соответствует бирюзовому уровню Спиральной динамики. Это позволило системе образования стать одной из лучших в мире по качеству знаний и удовлетворённости учащихся .

#### 5. Apple: баланс уровней в управлении
Стив Джобс использовал в управлении комбинацию красного (энергия, харизма), оранжевого (конкуренция) и жёлтого (системное мышление) уровней. Это позволило Apple не только стать лидером в инновациях, но и создать корпоративную культуру, основанную на амбициозности, перфекционизме и глубоком понимании потребностей пользователей .

## Критика
Некоторые исследователи, в частности Д. Э. Кук считают, что данная теория является упрощением теории Грейвза и ведет к «культоподобному» использованию его работ.
Критика Спиральной динамики касается также и новых аспектов, добавленных Д. Беком и К. Кованом, которые отсутствуют в теории Грейвза. В частности, Николас Райттер обратил внимание на то, что в книге присутствует неравномерность изложения материала, ориентированность теории на бизнес.
Ситуация вокруг Спиральной динамики также рассматривалась негативно из-за значительного внимания к бизнесу и интеллектуальной собственности ее ведущих сторонников.